# Krkovo pri Karlovici
Krkovo pri Karlovici este o localitate din comuna Velike Lašče, Slovenia, cu o populație de 12 locuitori.